# Signal Foundation
La Signal Technology Foundation, coneguda comunament com la Signal Foundation, és una organització sense ànim de lucre nord-americana fundada el 2018 per Moxie Marlinspike i Brian Acton. La seva missió és "desenvolupar una tecnologia de privadesa de codi obert que protegeixi la lliure expressió i permeti una comunicació global segura⁣". La seva filial, Signal Messenger LLC, és responsable del desenvolupament de l'aplicació de missatgeria Signal i del Signal Protocol.

## Història
El 21 de febrer de 2018, Moxie Marlinspike i el cofundador de WhatsApp Brian Acton van anunciar la formació de la Signal Foundation, una organització sense ànim de lucre 501(c)(3). The foundation was started with an initial $50 million loan from Acton, who had left WhatsApp's parent company, Facebook, in September 2017. La fundació es va iniciar amb un préstec inicial de 50 milions de dòlars d'Acton, que havia deixat l'empresa matriu de WhatsApp, Facebook, el setembre de 2017. La Freedom of the Press Foundation havia servit anteriorment com a patrocinador fiscal del projecte Signal i va continuar acceptant donacions en nom del projecte mentre estava pendent l'estatus sense ànim de lucre de la fundació. A finals de 2018, el préstec havia augmentat fins a 105.000.400 dòlars, que s'ha d'amortitzar el 28 de febrer de 2068. El préstec no té garantia i té un interès del 0%.

### Lideratge superior
Signal Foundation ha estat dirigida per un president, que està separat de les funcions de lideratge de Signal Messenger.

#### Llista de presidents
1. Brian Acton (2018-present)[2]

## Personal
Des del juny de 2023, la junta directiva de Signal Foundation té cinc membres:
- Amba Kak
- Brian Acton (cofundador, president de Signal Foundation i CEO de Signal Messenger LLC)[4]
- Jay Sullivan
- Katherine Maher
- Meredith Whittaker (presidenta)[6]

Membres emèrits:
- Moxie Marlinspike (cofundador)

## Signal Messenger LLC
Signal Messenger LLC es va fundar simultàniament amb la Signal Technology Foundation i opera com a filial. És responsable del desenvolupament de l'aplicació de missatgeria Signal i del protocol Signal. Moxie Marlinspike va ser el primer CEO de Signal Messenger fins que va deixar el càrrec el 10 de gener de 2022. Brian Acton es va oferir com a conseller delegat interí mentre l'organització buscava un nou conseller delegat. El juny de 2023, Signal va anunciar que Acton continuaria com a conseller delegat després de la cerca.

### Lideratge superior
Juntament amb el president de la Fundació Signal, Signal Messenger ha estat tradicionalment dirigit per un CEO. Això va ser fins al setembre de 2022, quan es va crear un nou càrrec de president, que es dedica a més vies estratègiques bàsiques.

#### Llista de CEOs
1. Moxie Marlinspike (2018-2022)
2. Brian Acton (2022-present)

#### Llista de presidents
1. Meredith Whittaker (2022-present)[11]